# Superior (Wyoming)
Superior è un centro abitato (town) degli Stati Uniti d'America, situato nella Contea di Sweetwater nello Stato del Wyoming. Nel censimento del 2000 la popolazione era di 244 abitanti.

## Geografia fisica
Secondo i rilevamenti dell'United States Census Bureau, la località di Superior si estende su una superficie di 2,8 km², tutti occupati da terre.

## Popolazione
Secondo il censimento del 2000, a Superior vivevano 244 persone, ed erano presenti 67 gruppi familiari. La densità di popolazione era di 85,8 ab./km². Nel territorio comunale si trovavano 153 unità edificate. Per quanto riguarda la composizione etnica degli abitanti, l'83,20% era bianco, il 2,05% era nativo, lo 0,41% proveniva dall'Oceano Pacifico, il 9,02% apparteneva ad altre razze e il 5,33% a due o più. La popolazione di ogni razza ispanica corrispondeva al 15,16% degli abitanti.
Per quanto riguarda la suddivisione della popolazione in fasce d'età, il 29,5% era al di sotto dei 18, il 7,4% fra i 18 e i 24, il 29,9% fra i 25 e i 44, il 26,6% fra i 45 e i 64, mentre infine il 6,6% era al di sopra dei 65 anni di età. L'età media della popolazione era di 39 anni. Per ogni 100 donne residenti vivevano 110,3 uomini.